# ورا کروز (فیلم)
ورا کروز (انگلیسی: Vera Cruz) فیلمی در ژانر وسترن و زوج هنری به کارگردانی رابرت آلدریچ است که در سال ۱۹۵۴ منتشر شد.

## بازیگران
- گری کوپر
- برت لنکستر
- ارنست بورگناین
- دنیز دارسل
- سزار رومرو
- چارلز برانسون
- جک ایلام
- سارا مونتیل
- جورج مکریدی
- هنری براندون
- جک لمبرت